# Lentistivalius ferinus
Lentistivalius ferinus är en loppart som först beskrevs av Rothschild 1908.  Lentistivalius ferinus ingår i släktet Lentistivalius och familjen Stivaliidae. Inga underarter finns listade i Catalogue of Life.